# Valorant Champions Tour
Valorant Champions Tour (VCT) là một chuỗi giải đấu thể thao điện tử cạnh tranh toàn cầu dành cho trò chơi điện tử Valorant do Riot Games điều hành. Chuỗi sự kiện diễn ra nhiều sự kiện xuyên suốt mỗi mùa, đỉnh điểm là Valorant Champions, sự kiện cấp cao nhất của chuỗi giải đấu. VCT được công bố vào năm 2020, với mùa khai mạc diễn ra vào năm 2021.

## Lịch sử

### Mùa giải mở đầu
Vào tháng 11 năm 2020, Riot Games đã công bố Giải đấu Valorant Champions Tour đầu tiên, một chuỗi giải đấu được chia thành ba hạng: "Challengers", "Master" và "Champions". "Challengers" là cấp thấp nhất, được chia thành bảy khu vực, bao gồm : Bắc Mỹ, Brazil, Mỹ La-tinh, EMEA (Châu Âu, Trung Đông và Châu Phi), Đông Nam Á (sau này bao gồm Nam Á và Châu Đại Dương, trở thành Châu Á-Thái Bình Dương), Hàn Quốc và Nhật Bản. Các đội vượt qua "Challengers" sẽ đi tiếp đến Giải đấu cao hơn, nơi các đội sẽ không bị phân chia theo khu vực nữa và 16 đội dẫn đầu từ Giải đấu cao nhất sẽ đi tiếp đến "Champions", giải đấu cuối cùng của VCT. Vào tháng 2 năm 2021, họ đã công bố VCT Game Changers, một sáng kiến giải đấu bổ sung dành cho phụ nữ và những người có giới tính thứ 3.
Riot đã thuê công ty cơ sở hạ tầng thể thao điện tử Nerd Street Gamers làm nhà điều hành và sản xuất cho tất cả các giải đấu Valorant Challengers và Valorant Master ở Bắc Mỹ. Họ cũng thuê một số công ty bên thứ ba để phát sóng các sự kiện của họ, chẳng hạn như Liga de Videojuegos Profesional (LVP) cho các chương trình phát sóng bằng tiếng Tây Ban Nha và LetsPlay.Live cho các buổi phát sóng ở Châu Đại Dương của họ. Giải đấu VALORANT Champions Tour - Giải đấu cuối cùng của năm 2021 diễn ra vào ngày 1 tháng 12 tại Verti Music Hall ở Berlin, Đức, kết thúc với việc đội Acend đánh bại Gambit Esports trong trận chung kết tổng với tỷ số 3–2.
Hơn 10.000 đội đã thi đấu tại VCT vào năm 2021. Ngoài Champions, VCT cũng có lượng người xem cao nhất tại giải Masters Reykjavik vào tháng 5, với lượng người xem cao nhất là 1.085.850. Trận chung kết Champions vào tháng 12 đạt lượng người xem cao nhất là 1.089.068, trở thành trận đấu có lượng người xem cao nhất của VCT.

### Mùa giải 2022
Riot đã thực hiện một số thay đổi đối với định dạng của VCT trong lần tổ chức thứ hai. Trong khi cấu trúc tổng thể của Challengers, Master và Champions vẫn không thay đổi, các giải đấu đã giảm số giai đoạn của các sự kiện Challengers và Master từ ba xuống còn hai. VCT Challengers bắt đầu vào ngày 11 tháng 2 năm 2022. Giải đấu 2022 Champions sẽ diễn ra từ ngày 31 tháng 8 đến ngày 18 tháng 9 tại Istanbul, Thổ Nhĩ Kỳ.

### Mùa giải 2023
Riot Games đã công bố thể thức thi đấu mới cho VCT kể từ mùa giải 2023. Mùa giải 2023 sẽ được chia thành ba khu vực quốc tế – Châu Mỹ, EMEA và Thái Bình Dương thay vì chia thành 7 khu vực như những năm trước. Mỗi khu vực quốc tế sẽ có Giải đấu Quốc tế riêng thay thế cho Challengers, trở thành giải đấu trong khu vực để đủ điều kiện tham dự Masters và Champions.
Vào ngày 21 tháng 9 năm 2022, Riot Games đã công bố 30 đội tuyển đã được lựa chọn dựa trên 3 khu vực để trở thành các Đội thành viên mới của họ.
Riot Games cũng đã thay thế phần đầu tiên của Giải đấu Quốc tế bằng 1 giải đấu khởi động mùa giải mang tên "VCT LOCK//IN" dành cho tất cả 30 đội thành viên và 2 đội được mời từ Trung Quốc thi đấu tại São Paulo. Đội chiến thắng trong giải đấu này được một suất bổ sung cho khu vực của họ tại Masters Tokyo.

### Mùa giải 2024
Với việc Valorant chính thức được cấp phép phát hành tại Trung Quốc, nên bắt đầu từ mùa giải 2024, ngoài 3 khu vực đã có, sẽ có thêm khu vực Trung Quốc, nâng tổng số khu vực lên 4. Giải đấu dành riêng cho khu vực Trung Quốc sẽ có thể thức tương tự như các Giải đấu Quốc tế của những khu vực khác, cũng như các suất tranh tài chỉ dành cho các đội đến từ Trung Quốc tại Masters và Champions. Cũng như các khu vực khác, khu vực Trung Quốc sẽ có 10 đội thành viên cùng với 1 đội Ascension tham gia thi đấu Giải đấu Quốc tế của khu vực.
4 đội tuyển Ascension mới sẽ tham gia thi đấu Giải đấu Quốc tế tại khu vực tương ứng, nâng tổng số đội tham gia thi đấu lên 11 đội tuyển.
Riot Games cũng đưa vào các giải đấu cơ chế mới mang tên Điểm Đấu Giải. Điểm đấu giải được thiết kế để thưởng cho những màn trình diễn mạnh mẽ và hoàn mỹ trong suốt mùa giải. Điểm đấu giải được tính như sau :
- 1 điểm đối với mỗi một trận thắng trong Giải đấu Quốc tế Giai đoạn 1 và Giải đấu Quốc tế Giai đoạn 2.
- 1 điểm đối với 2 đội đứng đầu bảng Alpha và Omega trong Giải đấu Quốc tế Giai đoạn 1.
- 3 điểm khi vô địch giải đấu (ngoại trừ Giải đấu Quốc tế Giai đoạn 2).

| Giải đấu           | Điểm    | Điểm   | Điểm   | Điểm       |
| ------------------ | ------- | ------ | ------ | ---------- |
| Giải đấu           | Vô địch | Á quân | Hạng 3 | Trận thắng |
| Kickoff            | 3       |        |        |            |
| Masters Madrid     | 3       |        |        |            |
| GĐQT Giai đoạn 1   | 3       |        |        | 1          |
| Masters Thượng Hải | 3       |        |        |            |
| GĐQT Giai đoạn 2   | C       | C      | C      | 1          |

### Mùa giải 2025
Ngày 21 tháng 6 năm 2024, Riot công bố một sự thay đổi nhỏ liên quan đến các đội không phải thành viên. Theo đó, thay vì nhiệm kỳ 2 năm, mỗi đội vô địch Ascension kể từ mùa giải 2024 chỉ được phép tham dự Giải đấu Quốc tế trong vòng 1 năm, nhưng có thể gia hạn qua thành tích tại GĐQT Giai đoạn 2. Cụ thể như sau:
| Thứ hạng tại GĐQT Giai đoạn 2 | Kết quả                                       |
| ----------------------------- | --------------------------------------------- |
| Tham dự Champions             | Ở lại Giải đấu Quốc tế                        |
| Xếp từ thứ 5 đến thứ 8        | Giành quyền tham dự Ascension để giữ lại suất |
| Xếp từ thứ 9 đến 12           | Xuống chơi tại Challengers của khu vực nhỏ    |

Trong mùa giải 2025, Điểm đấu giải cũng có những thay đổi so với mùa giải 2024. Cụ thể như sau:
| Giải đấu         | Điểm    | Điểm   | Điểm   | Điểm   | Điểm     | Điểm       |
| ---------------- | ------- | ------ | ------ | ------ | -------- | ---------- |
| Giải đấu         | Vô địch | Á quân | Hạng 3 | Hạng 4 | Hạng 5-6 | Trận thắng |
| Kickoff          | 3       | 2      | 1      | 1      | -        | -          |
| Masters Bangkok  | 5       | 3      | 2      | 1      | -        | -          |
| GĐQT Giai đoạn 1 | 5       | 3      | 2      | 1      | -        | 1          |
| Masters Toronto  | 7       | 5      | 4      | 3      | 2        | -          |
| GĐQT Giai đoạn 2 | C       | C      | 4      | 3      | -        | 1          |

## Thể thức thi đấu

### Hệ thống nhượng quyền

#### Các giải đấu quốc tế
Tính đến năm 2023, 30 đội được chọn làm thành viên tại các Giải đấu Quốc tế trong 5 năm với 10 đội mỗi khu vực. Các đội không phải thành viên thi đấu tại các khu vực khác của giải đấu Challengers để đủ điều kiện tham gia giải đấu "Ascension" (Thăng hạng). Các đội chiến thắng giải đấu Ascension (cùng với đội á quân kể từ mùa giải 2025 trở đi) của mỗi khu vực sẽ đuợc thăng hạng, tham gia Giải đấu Quốc tế của khu vực trong vòng hai năm. Các đội thăng hạng sẽ có cơ hội đủ điều kiện tham gia các giải đấu toàn cầu (Masters và Champions), cũng như nhận được các lợi ích được cung cấp cho các đội thành viên khác. Mỗi năm thông qua hệ thống thăng hạng Challengers, ba Giải đấu Quốc tế sẽ mở rộng thêm một đội cho mỗi giải, cho đến khi đạt giới hạn 12 đội ở mỗi khu vực vào năm 2025 (giới hạn ban đầu là 14 đội ở mỗi khu vực vào năm 2027).
Riot Games không cho phép khu vực Việt Nam được tham gia hệ thống thành viên nhượng quyền. Các đội Việt Nam phải tự tranh suất tới giải Thái Bình Dương qua vòng loại Acsension.
Các đội ở mỗi Giải đấu Quốc tế sẽ thi đấu tại một địa điểm tập trung : Los Angeles cho giải đấu khu vực Châu Mỹ, Berlin cho giải đấu khu vực EMEA và Seoul cho giải đấu khu vực Thái Bình Dương.
| Châu Mỹ                   | EMEA           | Thái Bình Dương    |
| Đội thành viên            | Đội thành viên | Đội thành viên     |
| ------------------------- | -------------- | ------------------ |
| 100 Thieves               | BBL Esports    | DetonatioN FocusMe |
| Cloud9                    | Fnatic         | DRX                |
| Evil Geniuses             | FUT Esports    | Gen.G              |
| Furia Esports             | GiantX         | Global Esports     |
| KRÜ Esports               | Karmine Corp   | Paper Rex          |
| Leviatán                  | KOI            | Rex Regum Qeon     |
| LOUD                      | Natus Vincere  | T1                 |
| MIBR                      | Team Heretics  | Talon Esports      |
| NRG                       | Team Liquid    | Team Secret        |
| Sentinels                 | Team Vitality  | ZETA DIVISION      |
| Đội không phải thành viên |                |                    |
| G2 Esports                | Gentle Mates   | BOOM Esports       |
| 2GAME Esports             | Apeks          | Nongshim RedForce  |

#### Giải đấu khu vực Trung Quốc
Ngay từ khi ra mắt toàn cầu, mặc dù Valorant chưa được cấp phép phát hành tại Trung Quốc nhưng Riot Games đã tỏ ra ưu ái người chơi Trung Quốc khi cho phép các đội Trung Quốc tham gia các giải đấu toàn cầu (Masters và Champions) thông qua thành tích tại các giải đấu trong nước từ các tổ chức bên thứ ba tại địa phương và thi đấu qua máy chủ Hồng Kông.
Từ năm 2024, với việc Valorant được cấp phép phát hành tại đại lục, Riot trực tiếp tổ chức giải đấu dành riêng cho Trung Quốc, khi mà Riot coi quốc gia này là một khu vực ngang hàng với các khu vực của các Giải đấu Quốc tế từ nhiều quốc gia, cũng như các suất tranh tài chỉ dành cho các đội đến từ Trung Quốc tại Masters và Champions. Giải đấu Trung Quốc tổ chức tại một khu thi đấu ở Thượng Hải.
| Đội thành viên            |
| ------------------------- |
| All Gamers                |
| Bilibili Gaming           |
| EDward Gaming             |
| FunPlus Phoenix           |
| JD Gaming                 |
| Nova Esports              |
| Titan Esports Club        |
| Trace Esports             |
| Tyloo                     |
| Wolves Esports            |
| Đội không phải thành viên |
| Dragon Ranger Gaming      |
| XLG Esports               |

#### Giải đấuValorantMasters
Giải đấu Valorant Masters là giải đấu quốc tế thường niên được Riot Games tổ chức vào giữa những năm kể từ năm 2021. Giống với MSI của Liên Minh Huyền Thoại, đây là giải đấu Valorant quốc tế quan trọng thứ hai sau giải đấu Valorant Champions. Các đội phải xếp ở những vị trí đầu giải đấu khu vực của mình mới đủ điều kiện tham dự giải đấu Valorant Masters.

#### Giải đấuValorantChampions
Giải đấu Valorant Champions là giải đấu vô địch thế giới Valorant chuyên nghiệp thường niên do Riot Games tổ chức và là giải đấu đỉnh cao của mỗi mùa giải VCT. Các đội cạnh tranh để giành danh hiệu vô địch thế giới của bộ môn thể thao điện tử Valorant.

### Các giải đấu cấp thấp

#### Giải đấu Challengers và Ascension
Các đội không phải thành viên sẽ thi đấu trong các giải đấu Challengers của các khu vực nhỏ để đủ điều kiện tham gia giải đấu "Ascension" (thăng hạng), giải đấu Ascension hàng năm cho các Giải đấu Quốc tế tương ứng. Các đội được thăng hạng lên Giải đấu quốc tế trong thời gian hai năm, sau đó họ sẽ phải thi đấu lại ở Giải đấu Challengers. Tính đến năm 2023, có 23 giải đấu khu vực nhỏ trên ba vùng lãnh thổ quốc tế.

### Các giải đấu khác

#### Giải đấuValorantGame Changers
Giải đấu Valorant Game Changers là một chuỗi các giải đấu dành cho phụ nữ và giới tính thứ 3 trong môn thể thao điện tử Valorant. Các đội về đích ở vị trí cao nhất sẽ đủ điều kiện tham gia Valorant Game Changers Championship, là giải đấu vô địch thế giới của loạt giải đấu Game Changers.
Giải đấu OFF//SEASON
Các giải đấu OFF//SEASON của VALORANT là một loạt các giải đấu do các công ty bên thứ ba tổ chức hợp tác với Riot Games để tiếp tục cạnh tranh giữa các mùa VCT chính thức. OFF//SEASON không chỉ giúp các đội thử nghiệm và phát triển đội hình mới của mình trong kì chuyển nhượng, mà còn tạo cơ hội cho các giải đấu thử nghiệm các thể thức và loại hình thi đấu mới.

## Thành tích

### Các đội vô địch Giải đấu Quốc tế
| Mùa giải | Giải đấu         | Châu Mỹ     | EMEA          | APAC           | Trung Quốc    |
| -------- | ---------------- | ----------- | ------------- | -------------- | ------------- |
| 2023     |                  | LOUD        | Team Liquid   | Paper Rex      | KTT           |
| 2024     | Kickoff          | Sentinels   | Karmine Corp  | Gen.G          | EDward Gaming |
| 2024     | GĐQT Giai đoạn 1 | 100 Thieves | Fnatic        | Paper Rex      | EDward Gaming |
| 2024     | GĐQT Giai đoạn 2 | Leviatán    | Fnatic        | Gen.G          | EDward Gaming |
| 2025     | Kickoff          | G2 Esports  | Team Vitality | DRX            | EDward Gaming |
| 2025     | GĐQT Giai đoạn 1 | G2 Esports  | Fnatic        | Rex Regum Qeon | XLG Esports   |
| 2025     | GĐQT Giai đoạn 2 |             |               |                |               |

### Đội vô địch giải đấu Ascension
| Năm  | EMEA         | Châu Mỹ       | Thái Bình Dương  | Trung Quốc           |
| ---- | ------------ | ------------- | ---------------- | -------------------- |
| 2023 | Gentle Mates | The Guard     | Bleed Esports    | Dragon Ranger Gaming |
| 2024 | Apeks        | 2GAME Esports | Sin Prisa Gaming | XLG Esports          |

### Giải đấu toàn cầu
| Năm  | Giải Đấu                   | Địa Điểm    | Chung Kết       | Chung Kết | Chung Kết | Chung Kết      | SĐ |
| Năm  | Giải Đấu                   | Địa Điểm    | Quán Quân       | Tỷ Số     | Tỷ Số     | Á Quân         | SĐ |
| ---- | -------------------------- | ----------- | --------------- | --------- | --------- | -------------- | -- |
| 2021 | Masters Reykjavík 2021     | Reykjavík   | Sentinels       | 3         | 0         | Fnatic         | 10 |
| 2021 | Masters Berlin 2021        | Berlin      | Gambit Esports  | 3         | 0         | Team Envy      | 16 |
| 2021 | Champions Berlin 2021      | Berlin      | Acend           | 3         | 2         | Gambit Esports | 16 |
| 2022 | Masters Reykjavík 2022     | Reykjavík   | OpTic Gaming    | 3         | 0         | LOUD           | 12 |
| 2022 | Masters Copenhagen 2022    | Copenhagen  | FunPlus Phoenix | 3         | 2         | Paper Rex      | 12 |
| 2022 | Champions Istanbul 2022    | Istanbul    | LOUD            | 3         | 1         | OpTic Gaming   | 16 |
| 2023 | LOCK//IN São Paulo 2023    | São Paulo   | Fnatic          | 3         | 2         | LOUD           | 32 |
| 2023 | Masters Tokyo 2023         | Chiba       | Fnatic          | 3         | 0         | Evil Geniuses  | 12 |
| 2023 | Champions Los Angeles 2023 | Los Angeles | Evil Geniuses   | 3         | 1         | Paper Rex      | 16 |
| 2024 | Masters Madrid 2024        | Madrid      | Sentinels       | 3         | 2         | Gen.G          | 8  |
| 2024 | Masters Thượng Hải 2024    | Thượng Hải  | Gen.G           | 3         | 2         | Team Heretics  | 12 |
| 2024 | Champions Seoul 2024       | Seoul       | EDward Gaming   | 3         | 2         | Team Heretics  | 16 |
| 2025 | Masters Bangkok 2025       | Băng Cốc    | T1              | 3         | 2         | G2 Esports     | 8  |
| 2025 | Masters Toronto 2025       | Toronto     | Paper Rex       | 3         | 1         | Fnatic         | 12 |
| 2025 | Champions Paris 2025       | Paris       |                 |           |           |                | 16 |

#### Danh hiệu tính theo đội
*   Đội hoặc tổ chức không còn tham gia thi đấu.
| Đội             | Khu Vực         | Champions | Masters | Tổng Cộng |
| --------------- | --------------- | --------- | ------- | --------- |
| Acend           | EMEA            | 1         | 0       | 1         |
| EDward Gaming   | Trung Quốc      | 1         | 0       | 1         |
| Evil Geniuses   | Châu Mỹ         | 1         | 0       | 1         |
| LOUD            | Châu Mỹ         | 1         | 0       | 1         |
| Fnatic          | EMEA            | 0         | 2       | 2         |
| Sentinels       | Châu Mỹ         | 0         | 2       | 2         |
| FunPlus Phoenix | EMEA            | 0         | 1       | 1         |
| Gen.G           | Thái Bình Dương | 0         | 1       | 1         |
| Paper Rex       | Thái Bình Dương | 0         | 1       | 1         |
| T1              | Thái Bình Dương | 0         | 1       | 1         |
| Gambit Esports  | EMEA            | 0         | 1       | 1         |
| OpTic Gaming    | Châu Mỹ         | 0         | 1       | 1         |

#### Danh hiệu tính theo khu vực
| Khu Vực         | Champions | Masters | Tổng Cộng |
| --------------- | --------- | ------- | --------- |
| Châu Mỹ         | 2         | 3       | 5         |
| EMEA            | 1         | 4       | 5         |
| Thái Bình Dương | 0         | 3       | 3         |
| Trung Quốc      | 1         | 0       | 1         |

### Chung kếtValorantGame Changers Championship
| Năm  | Giải Đấu                       | Địa Điểm  | Chung Kết         | Chung Kết | Chung Kết | Chung Kết            | SĐ |
| Năm  | Giải Đấu                       | Địa Điểm  | Quán Quân         | Tỷ Số     | Tỷ Số     | Á Quân               | SĐ |
| ---- | ------------------------------ | --------- | ----------------- | --------- | --------- | -------------------- | -- |
| 2022 | GC Championship Berlin 2022    | Berlin    | G2 Gozen          | 3         | 2         | Shopify Rebellion GC | 8  |
| 2023 | GC Championship São Paulo 2023 | São Paulo | Shopify Rebellion | 3         | 2         | Team Liquid Brazil   | 8  |
| 2024 | GC Championship Berlin 2024    | Berlin    | Shopify Rebellion | 3         | 0         | MIBR GC              | 10 |
| 2025 | GC Championship Seoul 2025     | Seoul     |                   |           |           |                      | 10 |